# Thurnham Castle

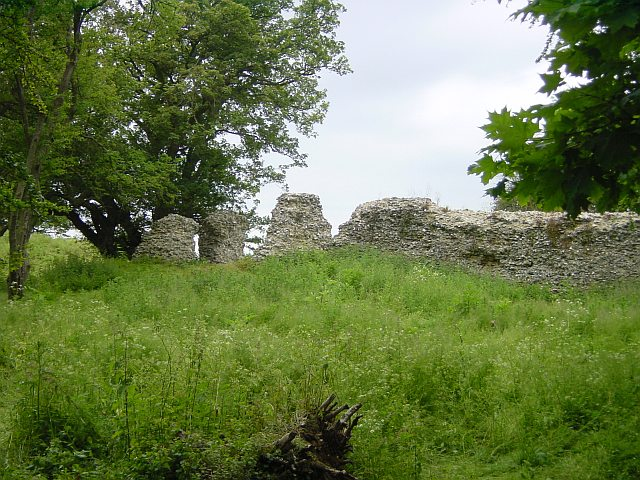
Die Ruinen von Thurnham Castle

Thurnham Castle, auch Godard’s Castle genannt, ist eine Burgruine nördlich des Dorfes Thurnham, etwa 5 km nordwestlich von Maidstone in der englischen Grafschaft Kent.
Robert de Thurnham ließ die Motte im 12. Jahrhundert, in der Regierungszeit König Heinrichs II. aus Feuerstein auf einem Hügel am Rande der North Downs errichten. Eine Seite der Burgmauer ist noch bis zu einer Höhe von 3 Metern erhalten; ursprünglich schloss sie ein Gebiet von ungefähr 1000 m² ein. Auf dem Mound gibt es kein sichtbares Mauerwerk mehr.
Im 12. Jahrhundert gehörte die Festung der Familie De Say und dann den De Thurnhams. Stephen und Robert de Thurnham gingen zusammen mit König Richard Löwenherz auf Kreuzzug und wurden zu vertrauenswürdigen Gefolgsleuten, wobei Robert das Kommando bekam und später zum Gouverneur von Zypern ernannt wurde und seinem Bruder Stephen die Ehre zuteilwurde, die Königin Mutter zu eskortieren. Eine Quelle gibt an, dass Robert de Thurnham nie von den Kreuzzügen zurückkehrte und die Burg verfiel. In einer Charta von 1215 ist Land innerhalb der Mauern der Burg erwähnt, sodass man annehmen kann, dass die Burg damals schon in Ruinen lag, wie es Anfang des 19. Jahrhunderts berichtet wurde.
Das Gelände wurde von der Grafschaftsverwaltung Kent erworben und in das White Horse Millennium Wood and Country Park Project integriert. Der größte Teil des Burggeländes wurde von Unterholz befreit und ist heute öffentlich zugänglich.